# Porsche Tennis Grand Prix 2024
Il Porsche Tennis Grand Prix 2024 è stato un torneo femminile di tennis giocato sulla terra rossa indoor. È stata la 46ª edizione del torneo che fa parte della categoria WTA 500 nell'ambito del WTA Tour 2024. Si è giocato nella Porsche Arena di Stoccarda in Germania dal 15 al 21 aprile 2024.

## Partecipanti

### Teste di serie
| Nazionalità | Giocatrice          | Ranking* | Testa di serie |
| ----------- | ------------------- | -------- | -------------- |
| Polonia     | Iga Świątek         | 1        | 1              |
|             | Aryna Sabalenka     | 2        | 2              |
| Stati Uniti | Coco Gauff          | 3        | 3              |
| Kazakistan  | Elena Rybakina      | 4        | 4              |
| Cina        | Zheng Qinwen        | 7        | 5              |
| Rep. Ceca   | Markéta Vondroušová | 8        | 6              |
|             | Ons Jabeur          | 9        | 7              |
| Lettonia    | Jeļena Ostapenko    | 10       | 8              |

* Ranking all'8 aprile 2024.

### Altre partecipanti
Le seguenti giocatrici hanno ricevuto una wild card per il tabellone principale:
- Angelique Kerber
- Tatjana Maria
- Emma Raducanu
- Laura Siegemund

Le seguenti giocatrici sono passate dalle qualificazioni:

- Sara Errani
- Aljaksandra Sasnovič
- Diana Šnajder
- Sachia Vickery

### Ritiri
Prima del torneo
- Emma Navarro → sostituita da  Paula Badosa
- Jessica Pegula → sostituita da  Donna Vekić

## Partecipanti al doppio

### Teste di serie
| Nazione     | Giocatrice         | Nazione     | Giocatrice      | Ranking* | Testa di serie |
| ----------- | ------------------ | ----------- | --------------- | -------- | -------------- |
| Stati Uniti | Desirae Krawczyk   | Paesi Bassi | Demi Schuurs    | 24       | 1              |
| Rep. Ceca   | Barbora Krejčiková | Germania    | Laura Siegemund | 40       | 2              |
| Giappone    | Shūko Aoyama       | Ucraina     | Nadiia Kičenok  | 62       | 3              |
| Stati Uniti | Asia Muhammad      | Indonesia   | Aldila Sutjiadi | 68       | 4              |

* Ranking all'8 aprile 2024.

### Altre partecipanti
La seguente coppia di giocatrici ha ricevuto una wild card per il tabellone principale:
- Nastasja Schunk /  Ella Seidel

## Punti
| Evento    | V   | F   | SF  | QF  | 2T   | 1T | Q    | Q2   | Q1   |
| Singolare | 500 | 325 | 195 | 108 | 60   | 1  | 25   | 13   | 1    |
| Doppio    | 500 | 325 | 195 | 108 | N.D. | 1  | N.D. | N.D. | N.D. |

## Montepremi
| Evento    | V         | F        | SF       | QF       | 2T       | 1T      | Q2      | Q1      |
| Singolare | 123 480 $ | 76 225 $ | 44 526 $ | 23 435 $ | 11 925 $ | 8 550 $ | 7 010 $ | 4 200 $ |
| Doppio*   | 41 210 $  | 24 970 $ | 14 280 $ | 7 400 $  | N.D.     | 4 470 $ | N.D.    | N.D.    |

*per team

## Campionesse

### Singolare
Elena Rybakina ha sconfitto in finale  Marta Kostjuk con il punteggio di 6-2, 6-2.
- É l'ottavo titolo in carriera per Rybakina, il terzo della stagione.

### Doppio
Chan Hao-ching /  Veronika Kudermetova hanno sconfitto in finale  Ulrikke Eikeri /  Ingrid Neel con il punteggio di 4-6, 6-3, [10-2].